# Coprophanaeus thalassinus
Coprophanaeus thalassinus är en skalbaggsart som beskrevs av Perty 1830. Coprophanaeus thalassinus ingår i släktet Coprophanaeus och familjen bladhorningar. Inga underarter finns listade i Catalogue of Life.